# Henry Cowell

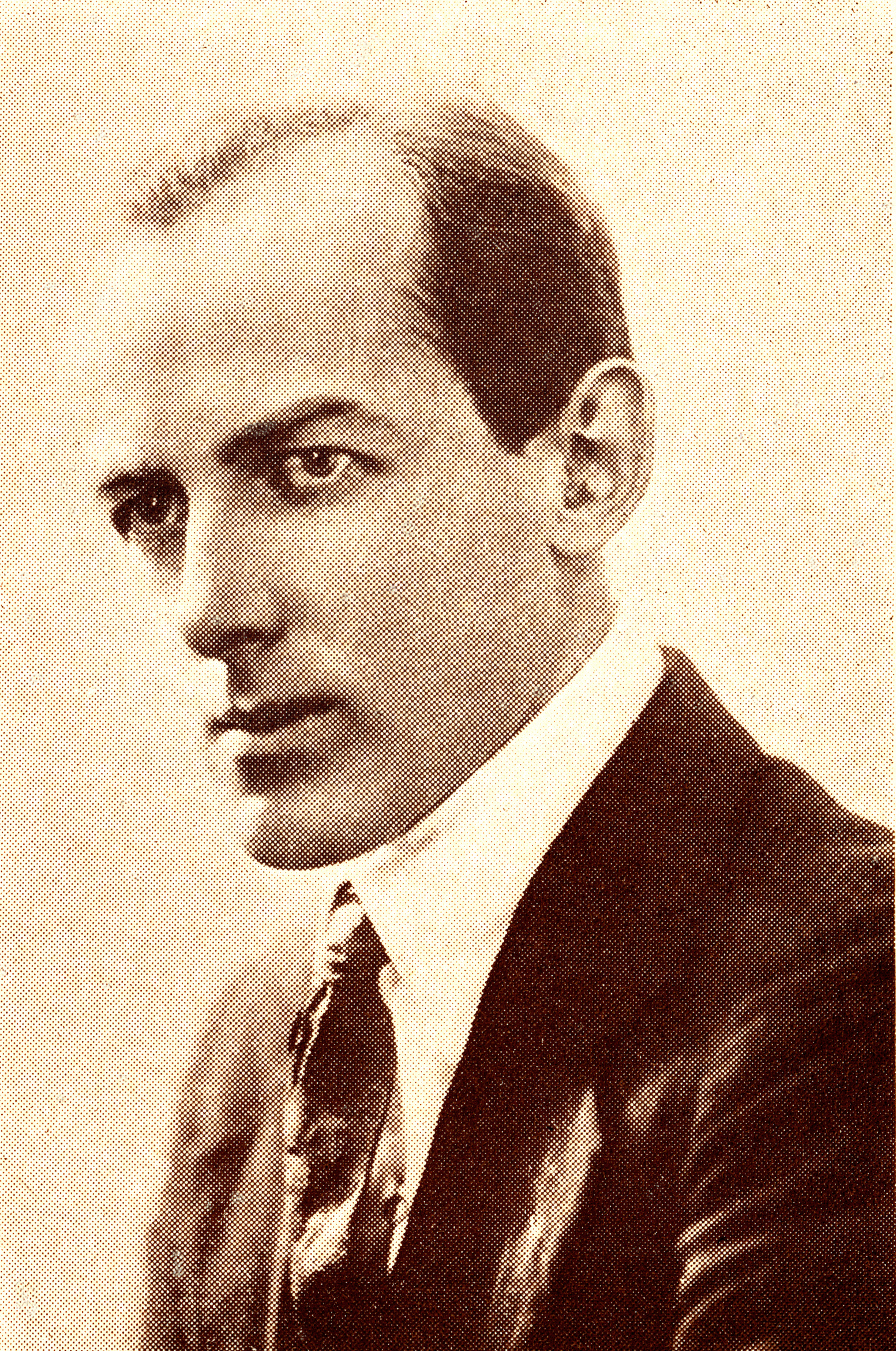
Henry Cowell in 1924.

Henry Dixon Cowell (Menlo Park, 11 maart 1897 - Woodstock, 10 december 1965) was een Amerikaans componist. Hij viel in de jaren twintig op door zijn ultramoderne stijl, waarin hij vaak experimenteerde met extended techniques en ongewone notatiemethodes. Zijn radicale werk had een grote invloed op andere Amerikaanse modernisten, zoals Lou Harrison, George Antheil en John Cage.

## Leven

### Kindertijd
Cowell kwam in 1897 ter wereld in Menlo Park, een voorstad van San Francisco. Zijn vader Henry Blackwoord Cowell was een Ierse immigrant; zijn tien jaar oudere moeder Clarissa Dixon was geboren in de VS en had enige bekendheid als auteur van politieke geschriften. Al op zeer jonge leeftijd leerde hij de volksliedjes die zijn beide ouders voor hem zongen. Ook leerde hij spelen op een kwartviool.
In 1903 scheidden zijn ouders; Henry ging bij zijn moeder wonen in de Chinatown van San Francisco. Door haar werd hij opgevoed met een feministische afkeer van geslachtelijke stereotypen. In zijn nieuwe omgeving leerde hij ook de Chinese muziek kennen. Aan dit leven kwam een eind met de aardbeving van 1906. Met zijn moeder reisde hij via de Plains naar New York, om uiteindelijk berooid naar San Francisco terug te keren. Daar bleek zijn moeder aan terminale borstkanker te lijden.

### Jeugd en jongvolwassenheid
Cowell voorzag in zijn tienerjaren noodgedwongen in zijn onderhoud met diverse baantjes. Op zijn vijftiende kocht hij van zijn spaargeld een piano. In deze jaren ging hij ook componeren; tegen 1914 had hij meer dan honderd composities voltooid. Al in die tijd schreef hij zeer vooruitstrevende stukken, zoals zijn Anger dance. Hij sloeg vaak met alle geweld op de toetsen (zogenaamde clusters), of hij rolde zijn moeders stopeitje over de snaren. Het stuk Dynamic motion uit 1916 gaat door op deze technieken.
Inmiddels was Cowell vanaf 1914 ook gaan studeren aan de University of California. Hij volgde colleges bij de beroemde componist en musicoloog Charles Seeger. De combinatie van onderzoek naar volksmuziek in de collegezaal en het verkennen van nieuwe technieken in hun vrije tijd was iets wat hen beiden bond.
In 1917 meldde Cowell zich aan voor het Amerikaanse leger, om in de Eerste Wereldoorlog te gaan vechten. Na de wapenstilstand keerde hij terug naar Californië, waar hij zich aansloot bij Halcyon, een theosofische gemeenschap. In deze gemeenschap leerde hij dichter John Varian kennen. Varian, eveneens van Ierse afkomst, was zeer geïnteresseerd in de Keltische mythologie. Cowell en Varian constateerden dat de artistieke voorkeuren van de theosofen niet bijzonder modern of transcendent waren. Varian wilde dit doorbreken met zijn toneelwerk The building of banba, waarvoor Cowell zijn prelude The Tides of Manaunaun schreef.

### Vroege carrière

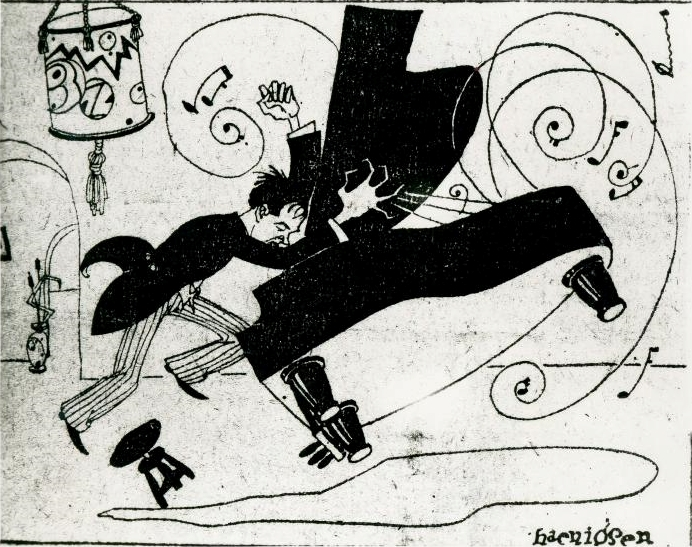
Karikatuur van Henry Cowell op de piano, midden jaren '20.

Intussen had Cowell, vooral dankzij Seeger, de aandacht getrokken van een handjevol rijke mecenassen. Dit stelde hem in staat om een carrière te beginnen als pianist van zijn eigen werken. Zijn debuutconcert gaf hij in New York. Daarna ging hij onder meer naar Frankrijk, Duitsland en de Sovjet-Unie; Cowell werd de eerste Amerikaanse musicus die dat land bezocht. Vaak zorgden zijn concerten voor veel opzien en schandaal. Eén van zijn beruchtste schandaalconcerten gaf hij in 1923 in Leipzig: dit optreden ontaardde in een podiumbestorming door boze concertbezoekers, en vervolgens in vechtpartijen tussen voor- en tegenstanders.
Grote componisten als Béla Bartók en Alban Berg waren wel onder de indruk. Ook de jonge Duitse pianiste Grete Sultan zette zich al vroeg voor Cowells muziek in.

### Nieuwe technieken
In Cowells vroege werk zijn het vooral de clusters die de aandacht trekken. Na zijn tournees ging hij verder experimenteren. In The Banshee uit 1925 moet de pianist de snaren met zijn vingers aantokkelen en er in de lengte overheen gaan. In Aeolian Harp - gecompleteerd in 1932 maar veel eerder begonnen en gebaseerd op het werk van zijn eigen vader - krijgt de pianist glissandi te spelen, zoals op de snaren van een harp gebruikelijk is. Werken voor orkest schreef hij nu ook: in 1928 voltooide hij zowel zijn Pianoconcert als zijn Sinfonietta, welke laatste in Wenen door Anton Webern gedirigeerd werd. Midden jaren dertig experimenteerde hij zelfs al met toevalsmuziek - een idee dat John Cage later zou uitwerken.
Cowells zucht naar vernieuwing bracht hem naar instrumentenbouwer Léon Theremin. Op zijn aanwijzing bouwde deze in 1930 het Rhythmicon, een elektronisch instrument dat verschillende ritmes tegelijk kan produceren gebaseerd op de natuurlijke boventoonreeks van een bepaalde grondtoon. Het instrument zou veel later opduiken bij progressieve rockbands.
In de late jaren twintig en jaren dertig deed Cowell ook veel publicitair werk. Hij was een centrale figuur in de kring van "ultra-modernisten", waartoe onder meer ook Charles Seeger, Edgard Varèse, Leo Ornstein, Dane Rudhyar, Johanna Beyer en Ruth Crawford behoorden. Cowell stelde Crawford aan Seeger voor en beval haar aan als student; de twee zouden uiteindelijk trouwen. Deze groep zette zich onder meer in voor het werk van de als excentriek beschouwde Charles Ives die al vóór de ultramodernisten radicaal aan het experimenteren was, maar wiens muziek zelden werd uitgevoerd. Cowell werd ook de redacteur van New Music Quarterly. Als zodanig gaf hij diverse moderne partituren uit, onder meer vele van Ives.
Cowell hield zich ook bezig met de muziek uit Latijns-Amerika. Samen met onder meer Carlos Chávez stichtte hij de Pan-American Association of Composers. Op het openingsconcert, dat in 1929 in New York gegeven werd, klonk onder andere muziek van Heitor Villa-Lobos. Als etnomusicoloog verlegde hij zijn werkterrein nu ook naar de muziek van de inheemse volkeren uit Mexico.
Verder namen verschillende aankomende componisten les bij Cowell, onder wie Lou Harrison, George Antheil en John Cage. Alle drie zouden ze zich net als hun leermeester onderscheiden door een voorliefde voor radicale nieuwe technieken.

### Gevangenis
Aan Cowells bloeiende carrière kwam in 1936 een abrupt einde. Cowell, die zoals wel meer Amerikaanse componisten homoseksueel was, werd beschuldigd van seks met een zeventienjarige jongen. Tijdens het proces deelde hij nog meer bekentenissen. In de pers werd het proces sensationeel beschreven; omdat er sprake was van "jongens" dachten sommigen dat Cowell pedofiel was. Uiteindelijk kreeg Cowell in 1937 vijftien jaar gevangenisstraf opgelegd, uit te zitten in San Quentin State Prison. Daarvan maakte hij bijna vier jaar vol. Hij werd in 1940 vervroegd vrijgelaten en in New York bij zijn Australische collega Percy Grainger onder supervisie geplaatst.
De pretext dat hij met een vrouw wilde trouwen hielp in de beslissing tot vervroegde vrijlating. De etnomusicologe Sidney Hawkins Robertson (1903-1995) werd in 1941 Cowells vrouw.

### Latere carrière
In de Tweede Wereldoorlog ging Cowell werken bij het Office of War Information, een propagandabureau dat overzeese radio-uitzendingen verzorgde. De jaren in San Quentin hadden hem gebroken. Toen geestverwant Conlon Nancarrow hem in 1947 opzocht, kreeg hij de indruk van een "verschrikte man, met een blik in zijn ogen van 'ze gaan me pakken'."
Op latere leeftijd bleef hij componeren, maar zijn werk was niet meer zo radicaal als voor de oorlog. Cowell schreef in deze tijd veel orkestwerken. Zijn interesse in niet-westerse muziek bleef groot; hij verwerkte er nog steeds veel van in zijn eigen composities. Ook gaf hij in deze tijd nog steeds compositieles, onder anderen aan Burt Bacharach, Dominick Argento, J. H. Kwabena Nketia en Irwin Swack.
In oktober 1964 werd bij Cowell verregaande darmkanker ontdekt. De dokter stelde vast dat de tumoren niet operabel waren. Ruim een jaar later stierf hij thuis.

## Muziek
Cowell heeft een groot oeuvre nagelaten. Bekend werden vooral zijn werken voor of met piano. De pianist krijgt allerlei ongewone dingen te doen, zoals het aanslaan van vele toetsen tegelijk met de hand of onderarm (clusters), pizzicato en arpeggio's in de snaren, of het aanstrijken van de pianosnaren met paardenhaar. Hoewel hij ook weleens gebruikt maakt van atonaliteit, is de melodie in zijn stukken vaak juist gemakkelijk herkenbaar. Cowell gebruikt vaak volksmuziek van eigen en vreemde bodem, en knipoogt ook geregeld naar jazz of naar allerlei soorten klassieke muziek (het zogenaamde neoclassicisme, dat zowel in het Europa als in het Amerika van het interbellum een rage was).
Een onvolledige lijst van zijn composities:
- Anger Dance (1914; orig. Mad Dance)
- Dynamic Motion (1916)
- Three Irish Legends (1922)

1. The Tides of Manaunaun (1917)
2. The Hero Sun (1922)
3. The Voice of Lir (1920)

- Five Encores to Dynamic Motion (1917)

1. What's This?
2. Amiable Conversation
3. Advertisement
4. Antinomy (rev. 1959)
5. Time Table

- The Trumpet of Angus Og (1918–24)
- Fabric (1920)
- Vestiges (1920)
- The Sword of Oblivion voor piano(snaren) (ca. 1920–22)
- Exultation (1921)
- Six Ings (1922)

1. Floating
2. Frisking
3. Fleeting
4. Scooting
5. Wafting
6. Seething

- Piece for Piano with Strings (1923; voor één piano!)
- Aeolian Harp for string piano (ca. 1923)
- A Rudhyar (1924)
- The Harp of Life (1924)
- The Snows of Fuji-Yama (1924)
- The Banshee (1925)
- Slow Jig (1925)
- The Leprechaun (1928)
- Two Woofs (1928)
- Euphoria (1929)
- Fairy Answer (1929)
- Two Pieces (1930)

1. Lilt of the Reel
2. Tiger

- Sinister Resonance voor piano (ca. 1930)
- Ostinato Pianissimo (1934) voor xylofoon en percussie-ensemble
- Deep Color (1938)
- Rhythmicana (1938)
- High Color (ca. late 1930s–early 1940s)
- Elegie (for Hanya Holm) (1941)
- Persian Set (1957)
- Homage to Iran (1957)